# Amphelictus fuscipennis
Amphelictus fuscipennis är en skalbaggsart som beskrevs av Eya och Chemsak 2003. Amphelictus fuscipennis ingår i släktet Amphelictus och familjen långhorningar. Inga underarter finns listade i Catalogue of Life.